# 0573
0573 è il prefisso telefonico del distretto di Pistoia, appartenente al compartimento di Firenze.
Il distretto comprende gran parte della provincia di Pistoia eccetto la  Valdinievole, appartenente al distretto di Montecatini Terme, e il comune di Agliana appartenente al distretto di Prato. Confina a est con il distretto di Prato (0574), a sud-est di Firenze (055), a sud di Empoli (0571), a ovest di Montecatini Terme (0572), a nord-ovest di Lucca (0583) e a nord di Sassuolo (MO) (0536) e di Porretta Terme (BO) (0534).

## Aree locali e comuni
Il distretto di Pistoia comprende 9 comuni compresi nell'unica area locale di Pistoia (ex settori di Lamporecchio, Pistoia, Sambuca Pistoiese e San Marcello Pistoiese). Esistono sei reti urbane: Abetone, Lamporecchio, Pistoia, Quarrata, Sambuca Pistoiese e San Marcello Pistoiese. I comuni compresi nel distretto sono: Abetone Cutigliano, Lamporecchio, Larciano, Montale, Pistoia, Quarrata, Sambuca Pistoiese, San Marcello Piteglio e Serravalle Pistoiese .